# 5908 Айті
5908 Айті (5908 Aichi) — астероїд головного поясу, відкритий 20 жовтня 1989 року.
Тіссеранів параметр щодо Юпітера — 3,597.